# El Dorado, Quintana Roo
El Dorado är en ort i Mexiko.   Den ligger i kommunen Solidaridad och delstaten Quintana Roo, i den östra delen av landet, 1 200 km öster om huvudstaden Mexico City. El Dorado ligger 4 meter över havet och antalet invånare är 131.
Terrängen runt El Dorado är mycket platt. Havet är nära El Dorado åt sydost.  Närmaste större samhälle är Barceló Maya, 4,7 km nordost om El Dorado. I omgivningarna runt El Dorado växer i huvudsak städsegrön lövskog.